# Мостафа Мохаммед-Наджар
Мостафа Мохаммад Наджар (перс. مصطفى محمدنجّار, нар. 2 грудня 1956 року [потрібне посилання]) — іранський політик і генерал у відставці Корпусу вартових Ісламської революції. Він був міністром внутрішніх справ Ірану з 2009 по 2013 рік  та міністром оборони та логістики Збройних сил у першому кабінеті Махмуда Ахмадінежада з 2005 по 2009 рік . Він також є ветераном КВІР. 